# PeR
«PeR» (Please Explain the Rhythm) — латвійський поп- і бітбоксинговий гурт, створений у 2007 році. Оригінальний склад: Ральфс Ейландс, Емілс Вегнерс і Петеріс Упеніекс. Вегнерс залишив групу в 2007 році і його замінив Едмундс Расманіс. Але коли Упельніекс покинув тріо в 2011 році, його не замінили, що перетворило гурт на дует, що складається лише з Ейландса та Расманіса. Після трьох невдалих спроб у попередні роки представити Латвію на пісенному конкурсі Євробачення, PeR виграв конкурс Dziesma 2013 року та представляв країну на конкурсі 2013 року з піснею «Here We Go» та посів останнє місце у другому півфіналі.

## Біографія
Гурт був заснований у 2007 році з початкових учасників; Ральфс Ейландс, Еміліс Вегнерс і Петеріс Упельніекс. 21 липня 2007 року група вперше з'явилася та виступила на латвійському музичному фестивалі Dziesma manai paaudzei. Після фестивалю гурт вирушив до Москви, Росія, щоб змагатися з іншими артистами в талант-шоу «Хвилина слави», де гурт посів четверте місце під час голосування. Гурт повернувся до Латвії, де отримав запрошення взяти участь у щорічному музичному заході Bildes 2007. Це був останній захід з оригінальними учасниками.
У 2008 році гурт залишив Емілс Вегнерс, його замінив Едмундс Расманіс. Гурт отримав популярність, з'явившись на першій серії конкурсу латвійської телекомпанії LNT Latvijas zelta talanti, групі вдалося дійти до фіналу, але не перемогти. Після конкурсу гурт виступав на багатьох заходах, у тому числі на випуску Muzikālā banka 2009 року.
У 2009 році гурт із Сабіне Березіною взяв участь у латвійському національному відборі Eirodziesma на пісенний конкурс Євробачення 2009 з піснею «Bye, Bye». Пісня вийшла з півфіналу на шосте місце, але посіла дев’яте місце у фіналі.
Гурт повернувся до Eirodziesma у 2010 році з піснею «Like a Mouse», посівши десяте й останнє місце у фіналі.
У 2011 році гурт скоротився до двох учасників, коли Петеріс Упенієкс покинув гурт. Вони знову взяли участь у Eirodziesma у 2012 році з «Disco Superfly», пройшовши у півфіналі та посівши п’яте місце у фіналі.
Dziesma та пісенний конкурс Євробачення (2013)
Гурт подав дві пісні на Dziesma 2013, «Сумна труба» потрапила до першого півфіналу, а «Here We Go» — до другого півфіналу. Обидві пісні пройшли від півфіналу до фіналу. «Sad Trumpet» і «Here We Go» посіли четверте і дванадцяте місця відповідно в підсумковому порядку, під час голосування «Here We Go» потрапила до суперфіналу з двома іншими піснями. Після завершення голосування «Here We Go» набрала найбільшу кількість голосів і перемогла в конкурсі, таким чином представляючи Латвію на пісенному конкурсі Євробачення 2013 у Мальме, Швеція. Ця пісня виступала на розіграші у другому півфіналі, але не змогла пройти у фінал, зайнявши останнє місце у півфіналі з 13 балами.
Ральфс Ейландс був одним із п’яти членів журі від Латвії на пісенному конкурсі Євробачення 2015 у Відні, Австрія; також речник латвійського голосування під час пісенного конкурсу Євробачення 2014 у Копенгагені, Данія.
PeR також виступали в Ризі в перегонах човнів Tall Ships.

## Дискографія

### Альбоми
- 2012 — PeR

### Сингли
- 2009 — Bye, Bye
- 2009 — Bums
- 2010 — Like a Mouse
- 2010 — Līdzsvarā
- 2011 — Go Get Up
- 2011 — Mazajām Sirsniņā
- 2012 — Disco Superfly
- 2013 — Sad Trumpet
- 2013 — Here We Go